# Mörtsjön (Frötuna socken, Uppland, 662396-166474)
Mörtsjön är en sjö i Norrtälje kommun i Uppland och ingår i Norrtäljeån-Åkerströms kustområde. Sjön har en area på 0,0695 kvadratkilometer och ligger 15 meter över havet.

## Delavrinningsområde
Mörtsjön ingår i det delavrinningsområde (662706-166421) som SMHI kallar för Utloppet av Limmaren. Medelhöjden är 14 meter över havet och ytan är 22,23 kvadratkilometer. Det finns inga avrinningsområden uppströms utan avrinningsområdet är högsta punkten. Avrinningsområdets utflöde mynnar i havet. Avrinningsområdet består mestadels av skog (54 procent) och jordbruk (11 procent). Avrinningsområdet har 5,59 kvadratkilometer vattenytor vilket ger det en sjöprocent på 25,1 procent. Bebyggelsen i området täcker en yta av 0,42 kvadratkilometer eller 2 procent av avrinningsområdet.